# Nomenclatura urbana del centro histórico de Lima
La Nomenclatura urbana del centro histórico de Lima, capital del Perú, denomina el proceso realizado en el siglo XIX mediante el cual el Cabildo de la ciudad dispuso cambiar el sistema de nombres de las calles que formaban la ciudad y que actualmente es considerado como el centro histórico de la misma.

## Historia

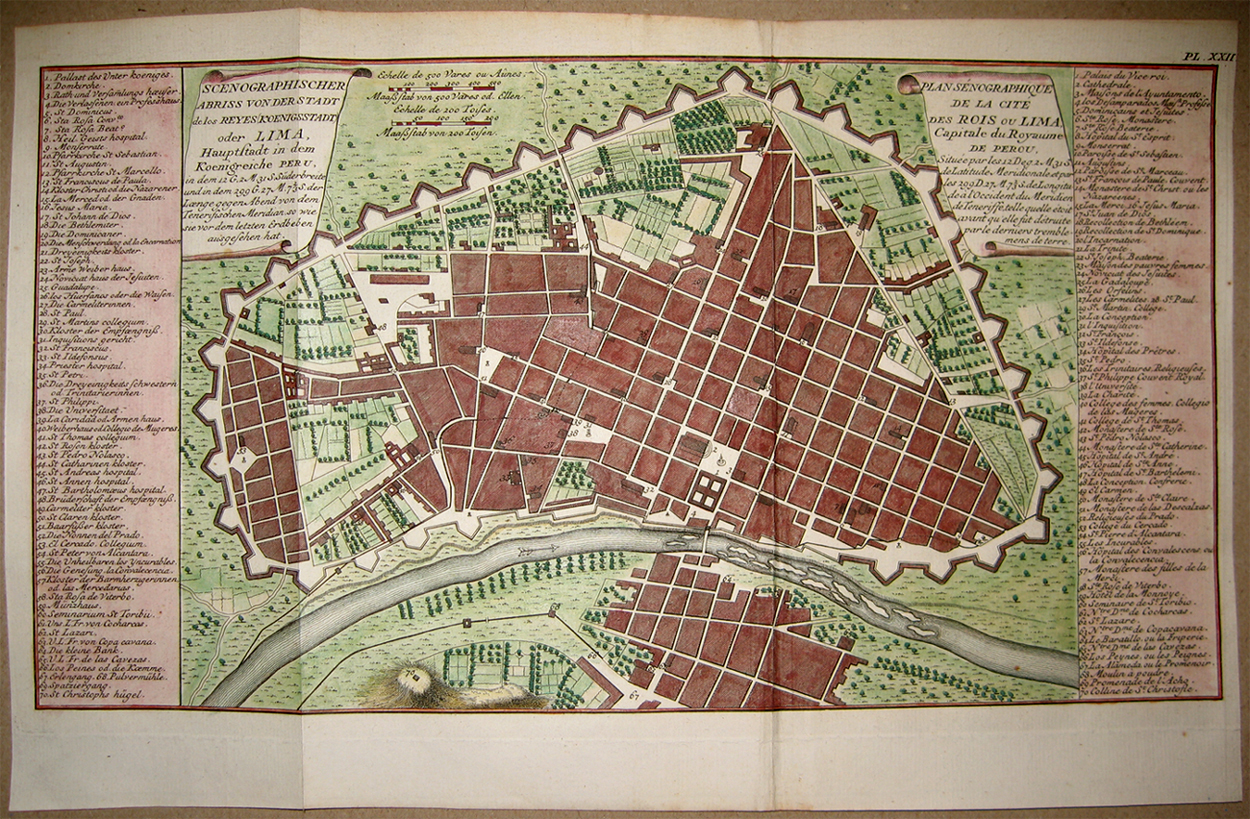
Plano de Lima en 1750.

Desde la fundación de Lima, las calles no tenían una nomenclatura oficial y las casas carecían de una numeración que las identificara. Las vías fueron bautizándose de acuerdo con los habitantes de cada calle, al giro de los negocios que se establecían en ella o a la iglesia que la ocupaba; las casas se distinguían por sus rasgos y por los escudos de armas que se dibujaban en su portada. Las más conocidas ni siquiera necesitaban una dirección.
Así, la relación de calles más antigua de la historia de Lima data del año 1613 cuando el Virrey del Perú Juan de Mendoza y Luna, Marqués de Montesclaros, ordenó al escribano Miguel de Contreras, que realizara un padrón con los nombres de los indios que habitaban la ciudad, sus oficios, casa, edad, estado civil, pueblos de los que provenían y personas a las que estaban sujetos. Contreras recorrió la ciudad casa por casa. Su labor quedó escrita en un documento que, inédito, se halla en un archivo español y del que sacó copia Félix Cipriano Coronel Zegarra; esta copia permanece en la Biblioteca Nacional del Perú. En dicho manuscrito se citaban las calles de la ciudad, señalando sus nombres propios o las referencias por las que se reconocían (como los vecinos que vivían en ella o los edificios públicos que acogía). 
En 1789 se redactó una segunda relación de calles en cumplimiento de la orden del visitador general del Virreinato don Jorge de Escobedo y Alarcón que dispuso dividir la ciudad en cuarteles y barrios y el trazado de un plano. 
En 1857 don Manuel Atanasio Fuentes presentó ante el Cabildo de Lima un proyecto de cambio de nomenclatura de las calles de la ciudad, suprimiéndose las designaciones tradicionales que tenía cada cuadra de la ciudad y reemplazándolas por un sistema en el que se daría el mismo nombre a cada vía o serie continuada de cuadras. Esta propuesta incluía también una iniciativa para que las casas y edificios de la ciudad se enumeraran (diferenciando entre pares e impares a cada lado de la calle) y que la numeración apareciera en la puerta del edificio. El fundamento principal esgrimido por Fuentes era que la cantidad de calles y callejones en la ciudad hacía imposible retener los nombres de todas, además de que algunos nombres eran considerados, a mediados del siglo XIX como inadecuados. Esta primera propuesta fue desestimada por el Cabildo.
En 1860, don Mariano Bolognesi Cervantes, hermano del héroe peruano Francisco Bolognesi, presentó otra propuesta similar. La de Fuentes sostenía que los nuevos nombres debían ser de personajes o hechos históricos del Perú, mientras que la nueva proponía el uso de los nombres de los departamentos y provincias del Perú. En un primer momento se aprobó esta propuesta, pero debido a los cambios de autoridades que ocurrieron ese año, hasta el año siguiente 1861 no se retomó la idea y fue sometida nuevamente a estudio para ver si el Cabildo poseía efectivamente las facultades para realizar tal cambio y los demás asuntos de carácter operativo. 
Entre los principales impulsores de este cambio estuvieron los señores Manuel Atanasio Fuentes y Mariano Bolognesi que presentaron las propuestas a la par que muchos pobladores que, no estaban conformes con los nombres que tenían sus calles (Siete jeringas, Yaparió, Los pericotes). Sin embargo, también hubo muchos pobladores que se opusieron al cambio, entre los que se encontraban el historiador Ricardo Palma y don José Antonio de Lavalle

## Cambios aprobados
En 1862 se aprobó definitivamente el cambio en la nomenclatura señalando que las calles continuadas serían denominadas jirones y tendrían los nombres de los departamentos del Perú. Así, los jirones que se orientaban de oeste a este (paralelos al río Rímac) llevarían el nombre de un departamento y los que corrían de norte a sur (perpendiculares al río) llevarían el nombre de una provincia. Como el número de jirones paralelos al río excedía el número de departamentos del Perú, se utilizaría en los jirones sobrantes los nombres de los principales ríos del territorio nacional. De la misma manera, como el número de los jirones perpendiculares al río era menor al número de provincias que existían hubo bastantes nombres que no se utilizaron.
Se señaló además que la distribución de los nombres se realizaría de forma similar a la ubicación de la provincia o departamento en el territorio peruano, por lo que todo jirón con nombre de provincia tocaría en algún punto con el departamento al que pertenecía. En ese sentido, se dispuso separar un jirón de sentido norte a sur y señalarlo como principal que serviría como el eje divisorio del plano de la ciudad ya que, en su recorrido, uniría todos los jirones con los nombres de las circunscripciones del país. Ese jirón se denominó "Jirón de la Unión" y correspondió a la vía que no sólo se ubicaba próxima al punto central de la extensión urbana sino que ya era en esos años la vía principal de la ciudad, llena de comercios y servicios. Este jirón, al ser el eje de la ciudad, generaba un cambio de nombre en la vía. Así, los jirones que iban de oeste a este tenían dos nombres y dos numeraciones independientes, uno en su recorrido desde el jirón de la Unión hacia el oeste y otro en su recorrido desde el jirón hacia el este.
Se estableció finalmente una distinción de jirones también en las placas que se colocaban en las calles. Los jirones que iban de norte a sur llevarían inscritas sus nominaciones en planchas de color amarillo; y los que iban de este a oeste en planchas de color azul. De estos últimos (de sentido este a oeste), los que corrían al oriente tendrían en sus planchas azules letras blancas; y los que corrían hacia occidente letras de color amarillo. 
En 1866 finalizó el proceso de cambio integral de la nomenclatura urbana de la ciudad. En total, contando tanto las calles pertenecientes al cercado de Lima como al barrio de Abajo el puente se renombraron 89 jirones, que era el total de calles que tenía Lima en ese momento. Al efectuar el cambio de denominación no se cumplieron plenamente los principios establecidos para distinguir por una parte departamentos y ríos, por otra, las provincias.

## Nombres otorgados

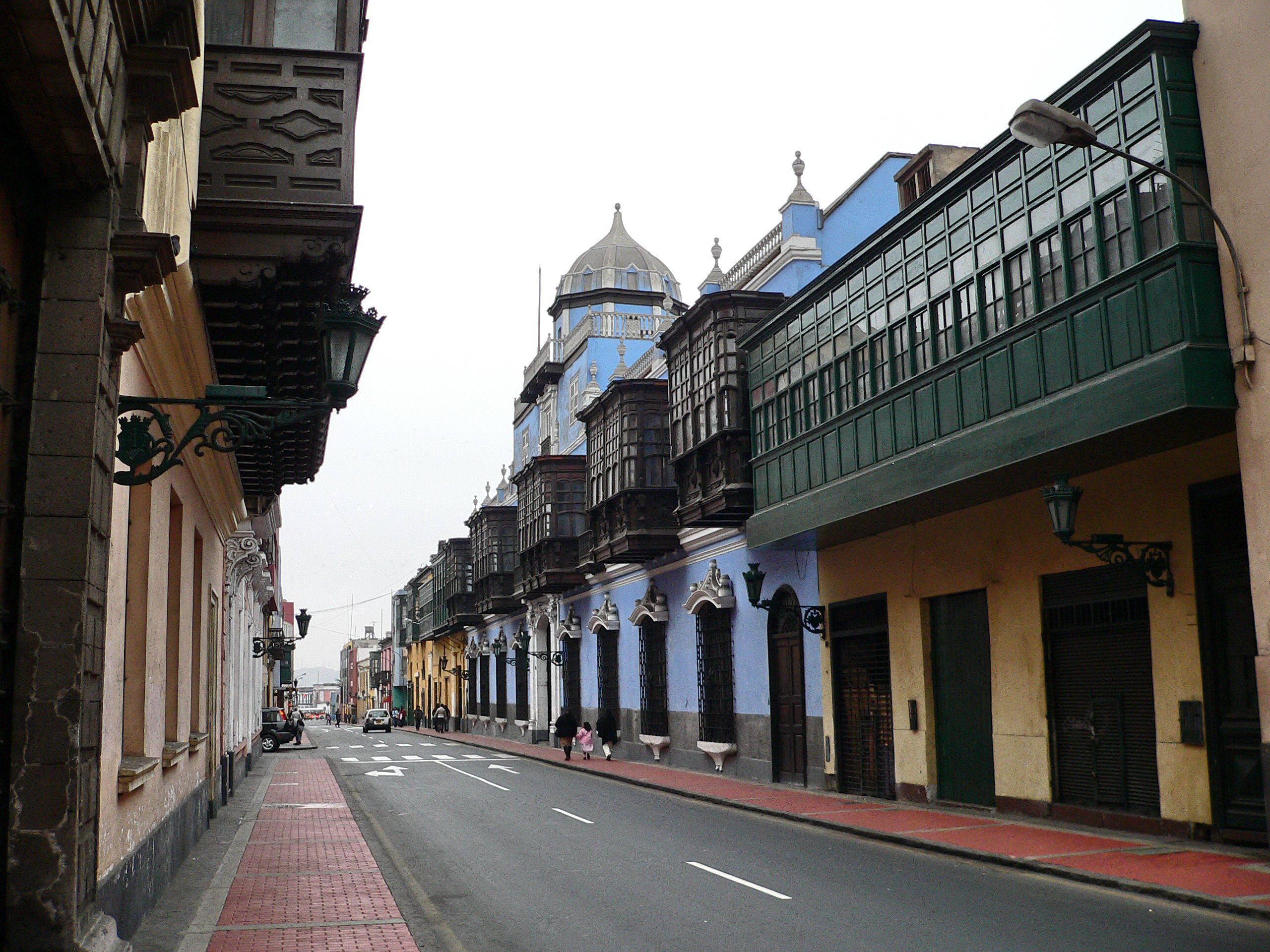
Jirón Conde de Superunda.

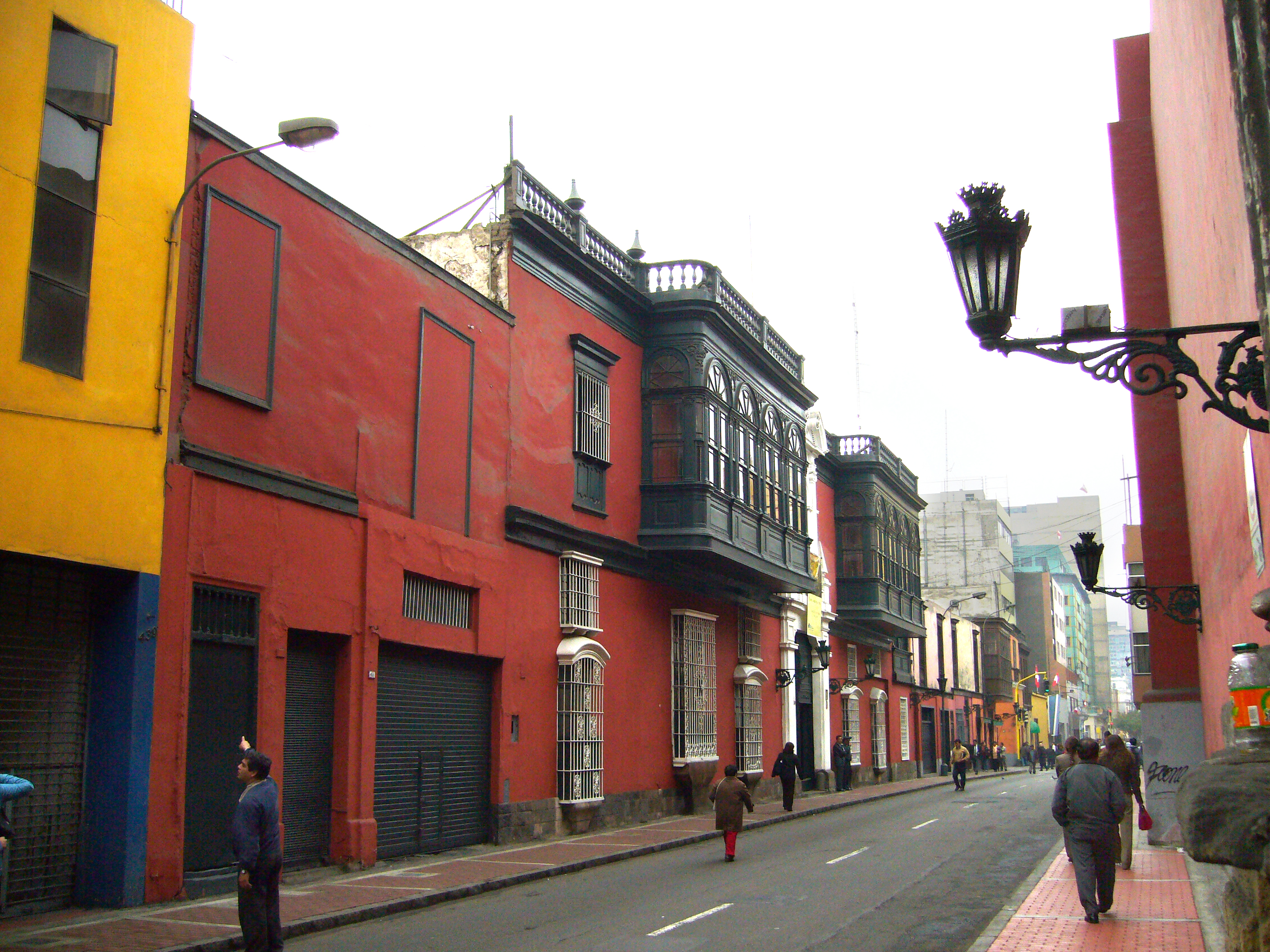
Jirón Camaná.

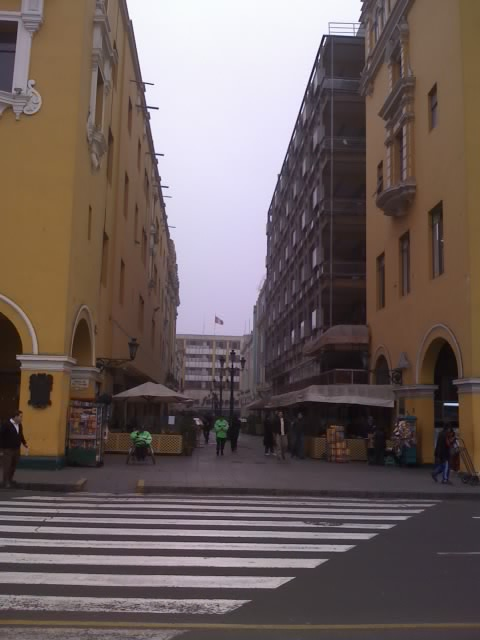
Pasaje Olaya.

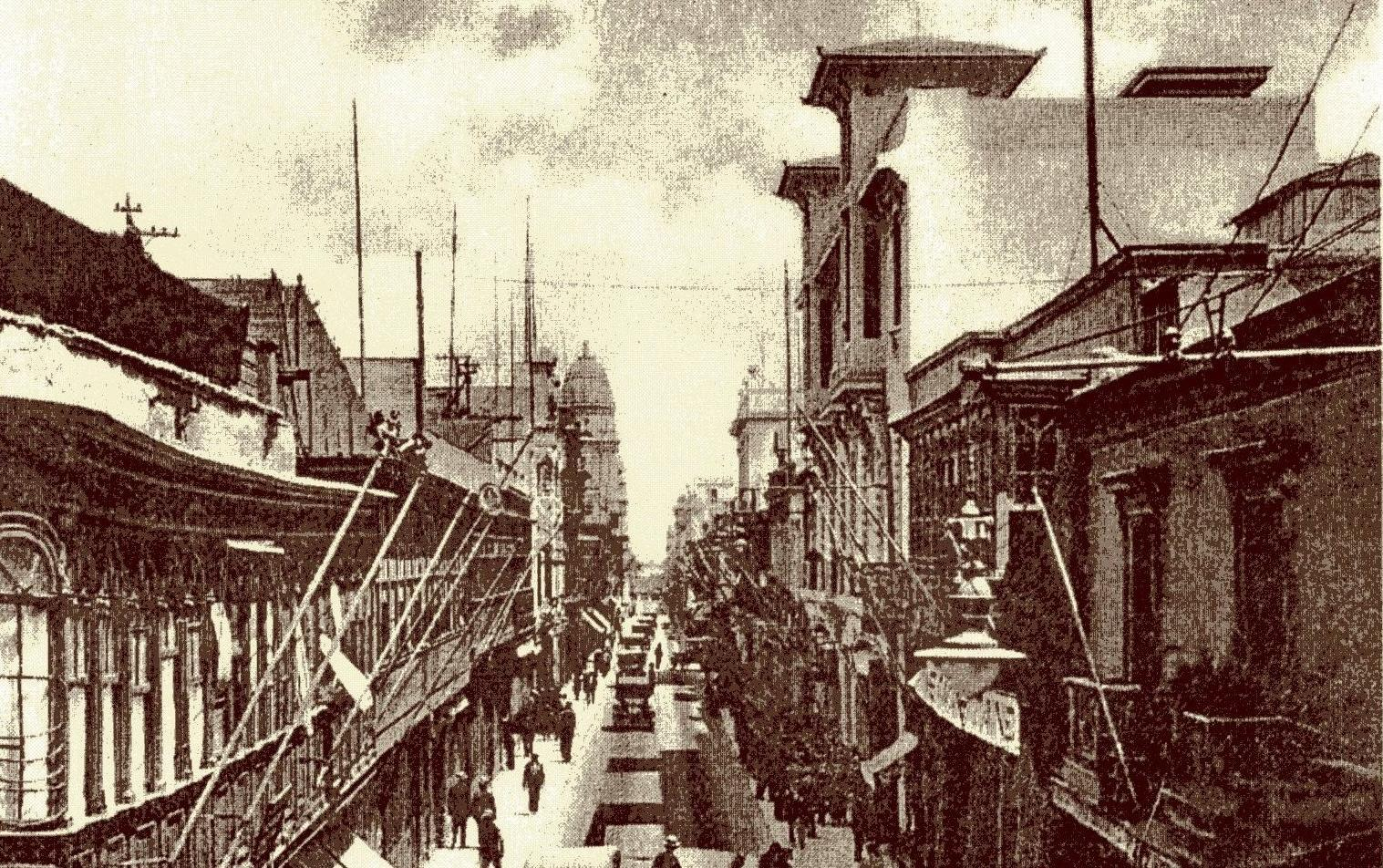
Jirón de la Unión.

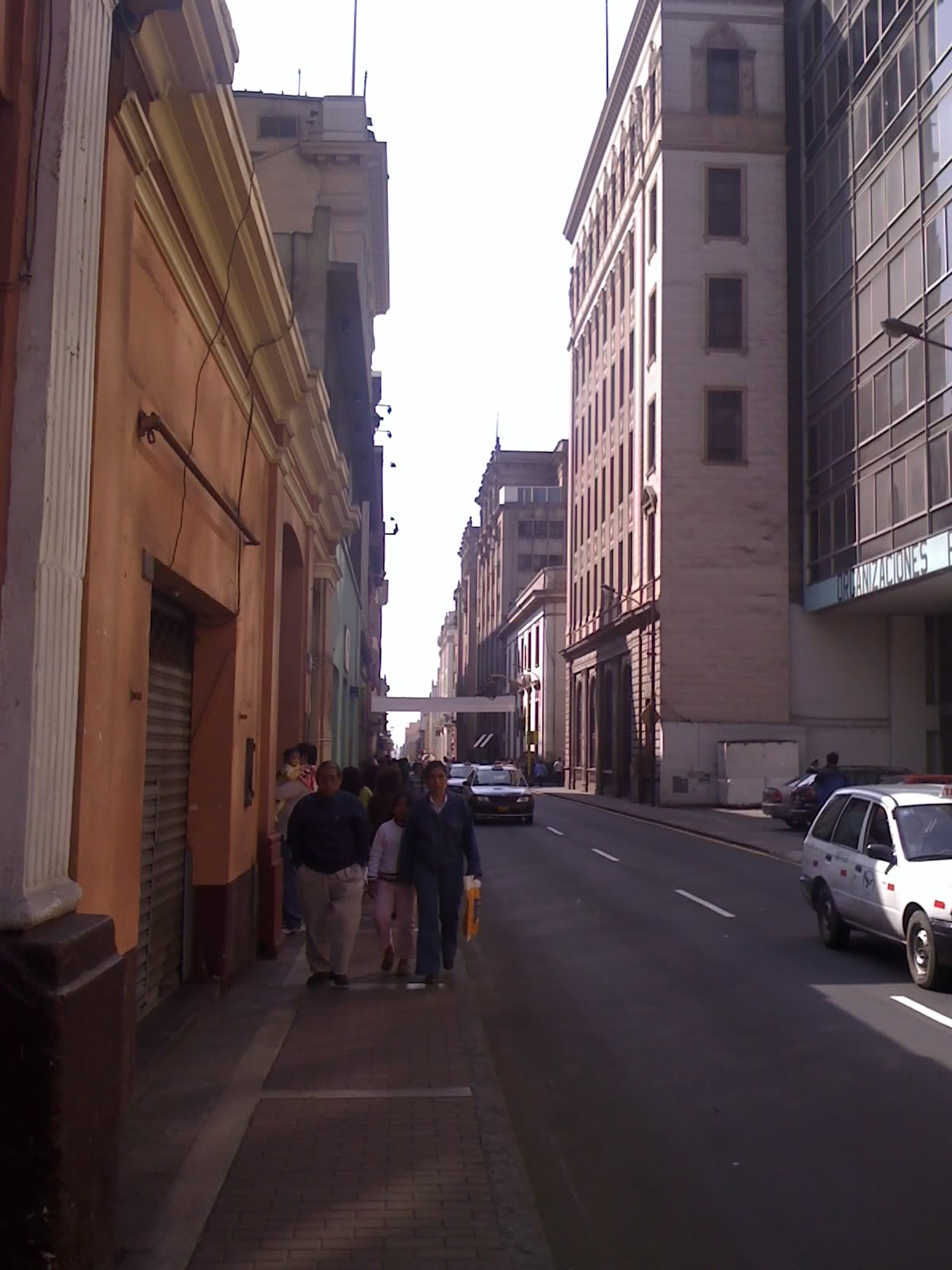
Jirón Miró Quesada.

El proceso de cambio de la nomenclatura urbana incluía tanto las calles de la ciudad de Lima que se encontraba dentro de sus murallas como también las que correspondían al barrio de Abajo el puente (actual distrito del Rímac). La siguiente lista consigna los nombres que se otorgaron en aquel entonces a las vías (forman lo que se conoce como el "Damero de Pizarro") y las zonas del Cercado de Lima que constituyen los Barrios Altos.
- Jirones paralelos al río. Del Jirón de la Unión al oeste, de norte a sur.

1. Santa (actual Alameda Chabuca Granda)
2. Lima (actual Jirón Conde de Superunda)
3. Callao
4. Ica
5. Huancavelica
6. Arequipa (actual Avenida Emancipación)
7. Moquegua
8. Ocoña
9. Quilca
10. Tambo
11. Loa

- Jirones paralelos al río. Del Jirón de la Unión al este, de norte a sur.

1. Amazonas
2. Áncash
3. Junín
4. Huallaga
5. Ucayali
6. Ayacucho (actual Jirón Santa Rosa)
7. Cusco
8. Puno
9. Apurímac
10. Chili (actual Avenida Nicolás de Piérola)
11. Monzón (actual Jirón Lino Cornejo)
12. Pachitea
13. Tambo de Belén (siendo de solo una cuadra, mantuvo su nombre)
14. Inambari
15. Bambas
16. Mapiri
17. Tipuani
18. Desaguadero
19. Ilave
20. Oropesa
21. Coata

- Jirones perpendiculares al río. Desde el Jirón de la Unión hacia el oeste

1. Camaná
2. La Rinconada (siendo de solo una cuadra, mantuvo su nombre)
3. Caylloma
4. Arica (actual Jirón Rufino Torrico)
5. Tacna
6. Chancay
7. Tarapacá
8. Cañete
9. Angaraes
10. Tayacaja
11. Ilo

- Jirones perpendiculares al río. Desde el Jirón de la Unión hacia el este

1. 28 de julio (actual Pasaje Olaya)
2. Carabaya
3. Lampa
4. Azángaro
5. Cotabambas
6. Abancay
7. Urubamba (actual Ayacucho)
8. Pasco (actual Jr. Andahuaylas)
9. Chachapoyas
10. Paruro
11. Andahuaylas
12. Huanta
13. Cangallo
14. Quilca
15. Huánuco
16. Maynas
17. Huari
18. Huaylas
19. Huamalíes
20. Conchucos